# Jan Pieter Paauwe
Jan Pieter Paauwe (Smitshoek, 18 oktober 1872 - Den Haag, 6 juli 1956) was een Nederlands predikant in vrije gemeenten.
Paauwe was vanaf 1901 hervormd predikant in Yerseke, en vanaf 1907 in Bennekom. In 1913 raakte hij daar in conflict met de besturen van de Nederlandse Hervormde Kerk over de inschrijving van vrijzinnige doopleden van zijn gemeente die elders belijdenis hadden gedaan. Eerder had hij hun een verklaring van goed gedrag geweigerd. Paauwe en zijn kerkenraad werden in 1914 geschorst en vervolgens afgezet.
Hierop vestigde Paauwe zich in Den Haag en preekte hij als vrij predikant in diverse plaatsen, waaronder Bennekom, Utrecht, Delft en Rotterdam. Zijn meeste hoorders stonden evenals Paauwe buiten de gevestigde kerken. Paauwe greep in zijn prediking terug op de geloofsleer van de Reformatie en theologen uit de 17e en 18e eeuw onder wie Theodorus van der Groe. Hij zag zich geplaatst in de Hervormde kerk van voor 1816, het jaar waarin de Nederlandse Hervormde Kerk anders werd ingericht. In zijn prediking onderstreepte hij dat de waarheid niet meer in de kerken gepredikt wordt. Paauwe overleed in 1956.
Nog altijd zijn er thuislezers die zijn preken lezen. Deze worden vaak "Paauweanen" genoemd. Zij lezen naast preken van ds. Paauwe doorgaans ook preken van andere oudvaders.
Na het verschijnen in 2005 van de roman Knielen op een bed violen van Jan Siebelink was er korte tijd grote belangstelling voor ds. J.P. Paauwe, omdat het romanpersonage van ds. J.J. Poort op hem geïnspireerd was. In de autobiografische roman Geen sterveling weet van Gerard Koolschijn (2011) komt dezelfde dominee voor als ds. Raave.